# Серро-Катедраль
Се́рро-Катедра́ль (исп. Cerro Catedral), также известный как Серро-Кордильера (исп. Cerro Cordillera) — пик в южной оконечности Уругвая, высшая точка страны.
Высота над уровнем моря — 514 метр, относительная высота — 63 м. Вершина горы — высочайшая точка страны. Серро-Катедраль располагается на территории департамента Мальдонадо.
Геологически Серро-Катедраль относится к хребту Кучилья-Гранде, сложенность — гранит и гнейс.